# Atletica leggera ai Giochi della V Olimpiade - 100 metri piani

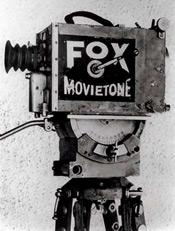
video della finale (durata: 57".)

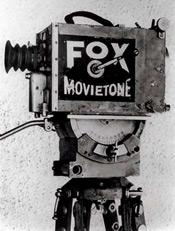
video della competizione (durata: 3'07".)

La competizione dei 100 metri piani di atletica leggera ai Giochi della V Olimpiade si tenne i giorni 6 e 7 luglio 1912 allo Stadio Olimpico di Stoccolma.

## L'eccellenza mondiale
| Record olimpico       | 10"8 | Stabilito due volte a Parigi 1900 e quattro volte a Londra 1908 | Assenti  |
| Primatisti stagionali | 10"8 | George Patching                                                 | Presente |
|                       | 10"8 | I vincitori dei Trials USA (vedi elenco sotto)                  | Presenti |

1. ↑  Mancano due 10"5 ottenuti in due gare disputate nel mese di maggio a Monaco di Baviera. Oggi questi tempi sono ritenuti inattendibili dagli statistici dell'atletica, stante la nota propensione dei cronometristi tedeschi del tempo ad essere "generosi" verso i velocisti.

I protagonisti dei Trials statunitensi sono:
- Est: Howard Drew con 10”8 su Ralph Craig, autore anch'egli di 10”8 in batteria.
- Centro: Clement Wilson con 11"2 (10"8 in batteria);
- Ovest: Ira Courtney con 10"8.

Ai campionati inglesi il sudafricano George Patching vince le 100 yards in 9”8, ed è primo atleta ad abbattere il muro dei 10” in questa manifestazione. Reginald Walker, il campione olimpico in carica passato nel 1911 al professionismo, ha un erede.
La supremazia sul continente europeo è dei tedeschi Emil Ketterer e Richard Rau, autori nel 1911 della migliore prestazione mondiale con 10”5.

## La gara
I due grandi assenti ai Giochi sono il canadese Robert Kerr (bronzo a Londra 1908), fuori forma, e il campione inglese Duncan McMillan, bloccato da un infortunio.
Per decisione della giuria internazionale, le partenze false sono punite con una semplice ammonizione verbale. Fin dalle batterie fioccano le partenze anticipate. Tra i favoriti, non passa il primo turno sorprendentemente Emil Ketterer. Nella 10ª batteria il gallese David Jacobs eguaglia con 10”8 il primato olimpico. Dopo pochi minuti, nella 16ª batteria, il tempo di Jacobs e tutti i 10”8 che avevano affollato la lista del primato olimpico vengono cancellati dal 10”6 fatto segnare dal diciottenne Donald Lippincott. Nessuno nei turni successivi farà meglio dello statunitense. Nel 1913 la neonata IAAF registrerà questa prestazione come primo record mondiale ufficiale della specialità.
Semifinali – Lo statunitense di colore Howard Drew stupisce tutti i tecnici presenti per la bellezza della sua azione. Vince, ma un leggero stiramento mette in forse la sua partecipazione alla finale. La semifinale più combattuta è la quarta. Dopo nove partenze false, scatta in prima posizione il tedesco Rau, che però viene raggiunto e superato a 3/4 di gara dallo statunitense Craig. Il tempo migliore delle semifinali è 10”7, realizzato da Meyer, Craig e Lippincott, tutti statunitensi.
Finale - Dei sei qualificati, cinque sono statunitensi e uno è sudafricano. Drew si riscalda a bordo pista, ma non si presenta alla partenza, lasciando vuota la prima corsia. Pertanto corrono la finale in cinque: 2. Meyer; 3. Craig; 4. Patching; 5. Lippincott; 6. Belote.
Tutti i concorrenti cercano di anticipare la partenza. Ralph Craig da solo compie tre partenze false. In tutto, lo starter deve annullare ben sette partenze. All'ottava partenza, finalmente valida, scatta in testa il sudafricano Patching. Craig, Meyer e Lippincott gli sono a mezzo metro, Belote è un po' più indietro. Craig è il primo a superare Patching, seguito da Meyer, che riesce a rimanere a fianco del compagno fino al traguardo. Patching è già convinto di arrivare terzo, quando sul traguardo spunta Lippincott, che di slancio lo supera di un soffio.
Un solo metro divide il primo dal quarto classificato. Nessuno dei ventimila presenti allo stadio è sicuro di aver visto chi ha vinto. Per stabilirlo sarà necessario attendere la decisione dei giudici.

## Risultati

### Turni eliminatori
| 17 Batterie  | 6 luglio, ore 13:30 | 70 partenti    | Si qualificano i primi 2. |
| 6 Semifinali | 6 luglio, ore 15:45 | 33 concorrenti | Si qualificano i primi.   |
| Finale       | 7 luglio, ore 14:45 | 6 concorrenti  |                           |

### Batterie
| Pos. | Atleta             | Nazione | Tempo |
| ---- | ------------------ | ------- | ----- |
| 1    | Karl August Luther | Svezia  | 12"8  |

| Pos. | Atleta       | Nazione  | Tempo |
| ---- | ------------ | -------- | ----- |
| 1    | Ivan Möller  | Svezia   | 11"5  |
| 2    | Pal Szalay   | Ungheria | ND    |
| 3    | Rudolf Rauch | Austria  | ND    |

| Pos. | Atleta                  | Nazione     | Tempo |
| ---- | ----------------------- | ----------- | ----- |
| 1    | Ira Courtney            | Stati Uniti | 11"2  |
| 2    | István Jankovich        | Ungheria    | ND    |
| 3    | Pierre Failliot         | Francia     | ND    |
| 4    | Henry Blakeney          | Regno Unito | ND    |
| 5    | Ladislav Jiránek-Strana | Boemia      | ND    |
| 5    | Pablo Eitel             | Cile        | ND    |

| Pos. | Atleta        | Nazione     | Tempo |
| ---- | ------------- | ----------- | ----- |
| 1    | Richard Rice  | Regno Unito | 11"4  |
| 2    | Rolf Smedmark | Svezia      | ND    |

| Pos. | Atleta         | Nazione     | Tempo |
| ---- | -------------- | ----------- | ----- |
| 1    | Vic d'Arcy     | Regno Unito | 11"4  |
| 2    | Reuben Povey   | Sudafrica   | ND    |
| 3    | António Stromp | Portogallo  | ND    |

| Pos. | Atleta                    | Nazione  | Tempo |
| ---- | ------------------------- | -------- | ----- |
| 1    | Richard Rau               | Germania | 11"5  |
| 2    | Vilmos Rácz               | Ungheria | ND    |
| 3    | Ture Person               | Svezia   | ND    |
| 4    | Robert Schurrer           | Francia  | ND    |
| 4    | Dimitrios Triantafyllakos | Grecia   | ND    |
| 4    | Leopolds Lēvenšteins      | Russia   | ND    |

| Pos. | Atleta          | Nazione     | Tempo |
| ---- | --------------- | ----------- | ----- |
| 1    | William Stewart | Australasia | 11"0  |
| 2    | Joseph Aelter   | Belgio      | ND    |
| 3    | Charles Lelong  | Francia     | ND    |
| 3    | Jan Grijseels   | Paesi Bassi | ND    |
| 3    | Richard Schwarz | Russia      | ND    |

| Pos. | Atleta          | Nazione | Tempo |
| ---- | --------------- | ------- | ----- |
| 1    | Knut Lindberg   | Svezia  | 11"6  |
| 2    | Bedřich Vygoda  | Boemia  | ND    |
| -    | Dušan Milošević | Serbia  | ND    |
| -    | Jón Halldórsson | Islanda | ND    |

| Pos. | Atleta        | Nazione     | Tempo |
| ---- | ------------- | ----------- | ----- |
| 1    | Alvah Meyer   | Stati Uniti | 11"3  |
| 2    | Franco Giongo | Italia      | ND    |
| 3    | Robert Duncan | Regno Unito | ND    |
| 3    | Georges Rolot | Francia     | ND    |

| Pos. | Atleta              | Nazione     | Tempo  |
| ---- | ------------------- | ----------- | ------ |
| 1    | David Jacobs        | Regno Unito | 10"8 = |
| 2    | Clement Wilson      | Stati Uniti | ND     |
| 3    | Marius Delaby       | Francia     | ND     |
| 3    | Herman Sotaaen      | Norvegia    | ND     |
| 3    | Václav Labík-Gregan | Boemia      | ND     |

| Pos. | Atleta          | Nazione     | Tempo |
| ---- | --------------- | ----------- | ----- |
| 1    | Frank Belote    | Stati Uniti | 11"0  |
| 2    | René Mourlon    | Francia     | ND    |
| 3    | Henry Macintosh | Regno Unito | ND    |
| 4    | Hal Beasley     | Canada      | ND    |

| Pos. | Atleta           | Nazione     | Tempo |
| ---- | ---------------- | ----------- | ----- |
| 1    | Peter Gerhardt   | Stati Uniti | 11"1  |
| 2    | Frank Lukeman    | Canada      | ND    |
| 3    | Fritz Weinzinger | Austria     | ND    |
| 4    | Alex Pedersen    | Norvegia    | ND    |
| 5    | Duncan Macmillan | Regno Unito | ND    |

| Pos. | Atleta             | Nazione     | Tempo |
| ---- | ------------------ | ----------- | ----- |
| 1    | Army Howard        | Canada      | 11"0  |
| 2    | George Patching    | Sudafrica   | ND    |
| 3    | Hal Heiland        | Stati Uniti | ND    |
| 4    | Pavel de Shtiglits | Russia      | ND    |
| AC   | Emil Ketterer      | Germania    | Rit.  |

| Pos. | Atleta           | Nazione     | Tempo |
| ---- | ---------------- | ----------- | ----- |
| 1    | Arthur Anderson  | Regno Unito | 11"0  |
| 2    | Rupert Thomas    | Stati Uniti | ND    |
| 3    | Frank McConnell  | Canada      | ND    |
| 4    | Skotte Jacobsson | Svezia      | ND    |

| Pos. | Atleta          | Nazione     | Tempo |
| ---- | --------------- | ----------- | ----- |
| 1    | Howard Drew     | Stati Uniti | 11"0  |
| 2    | Erwin Kern      | Germania    | ND    |
| 3    | Julien Boullery | Francia     | ND    |
| AC   | James Barker    | Regno Unito | Rit.  |

| Pos. | Atleta              | Nazione     | Tempo |
| ---- | ------------------- | ----------- | ----- |
| 1    | Donald Lippincott   | Stati Uniti | 10"6  |
| 2    | Willie Applegarth   | Regno Unito | ND    |
| 3    | Max Herrmann        | Germania    | ND    |
| 4    | Ervin Szerelemhegyi | Ungheria    | ND    |
| 4    | Yahiko Mishima      | Giappone    | ND    |

| Pos. | Atleta          | Nazione     | Tempo |
| ---- | --------------- | ----------- | ----- |
| 1    | Ralph Craig     | Stati Uniti | 11"2  |
| 2    | Ferenc Szobota  | Ungheria    | ND    |
| 3    | Ragnar Ekberg   | Svezia      | ND    |
| 4    | Fritz Fleischer | Austria     | ND    |

### Semifinali
(*) Tempo ufficioso
| Pos. | Atleta             | Nazione     | Tempo |
| ---- | ------------------ | ----------- | ----- |
| 1    | Howard Drew        | Stati Uniti | 11"0  |
| 2    | Ira Courtney       | Stati Uniti | ND    |
| 3    | Peter Gerhardt     | Stati Uniti | ND    |
| 4    | Erwin Kern         | Germania    | ND    |
| 5    | Karl August Luther | Svezia      | ND    |
| 6    | Vilmos Rácz        | Ungheria    | ND    |

| Pos. | Atleta          | Nazione     | Tempo  |
| ---- | --------------- | ----------- | ------ |
| 1    | George Patching | Sudafrica   | 10"9   |
| 2    | Knut Lindberg   | Svezia      | 11"1 * |
| 3    | Richard Rice    | Regno Unito | ND     |
| 4    | Franco Giongo   | Italia      | ND     |
| 4    | Joseph Aelter   | Belgio      | ND     |

| Pos. | Atleta        | Nazione     | Tempo |
| ---- | ------------- | ----------- | ----- |
| 1    | Alvah Meyer   | Stati Uniti | 10"7  |
| 2    | David Jacobs  | Regno Unito | ND    |
| 3    | Frank Lukeman | Canada      | ND    |
| 4    | Pal Szalay    | Ungheria    | ND    |
| -    | Rolf Smedmark | Svezia      | Rit.  |

| Pos. | Atleta           | Nazione     | Tempo  |
| ---- | ---------------- | ----------- | ------ |
| 1    | Ralph Craig      | Stati Uniti | 10"7   |
| 2    | Richard Rau      | Germania    | 10"9 * |
| 3    | William Stewart  | Australasia | ND     |
| 4    | István Jankovich | Ungheria    | ND     |
| 4    | René Mourlon     | Francia     | ND     |
| 4    | Ferenc Szobota   | Ungheria    | ND     |

| Pos. | Atleta            | Nazione     | Tempo |
| ---- | ----------------- | ----------- | ----- |
| 1    | Donald Lippincott | Stati Uniti | 10"7  |
| 2    | Willie Applegarth | Regno Unito | ND    |
| 3    | Bedřich Vygoda    | Boemia      | ND    |
| 4    | Clement Wilson    | Stati Uniti | ND    |
| 4    | Vic d'Arcy        | Regno Unito | ND    |
| 4    | Army Howard       | Canada      | ND    |

| Pos. | Atleta          | Nazione     | Tempo |
| ---- | --------------- | ----------- | ----- |
| 1    | Frank Belote    | Stati Uniti | 11"1  |
| 2    | Reuben Povey    | Sudafrica   | ND    |
| 3    | Rupert Thomas   | Stati Uniti | ND    |
| 4    | Ivan Möller     | Svezia      | ND    |
| 5    | Arthur Anderson | Regno Unito | ND    |

### Finale
| Pos. | Paese       | Atleta            | Età | T. ufficiale | T. ufficioso |
| ---- | ----------- | ----------------- | --- | ------------ | ------------ |
|      | Stati Uniti | Ralph Craig       | 23  | 10"8         |              |
|      | Stati Uniti | Alvah Meyer       | 24  | 10"9         |              |
|      | Stati Uniti | Donald Lippincott | 19  | 10"9         |              |
| 4    | Sudafrica   | George Patching   | 26  |              | 10”9         |
| 5    | Stati Uniti | Frank Belote      | 29  |              | 11”0         |
| -    | Stati Uniti | Howard Drew       | 22  | Non partito  | Non partito  |

Gli Stati Uniti segnano una tripletta storica. Nella storia dei Giochi, il tris sui 100 metri non si è più ripetuto nel corso del XX secolo. Lippincott, il terzo classificato, rimane il più giovane medagliato olimpico sui 100 metri, con un'età di 18 anni e 234 giorni.